# Gelato alla spina

Il gelato alla spina, gelato soft o gelato espresso è un tipo di gelato che consiste in un gelato ottenuto da una macchina speciale che fa fuoriuscire la crema su un cono o in una coppetta da una sorta di rubinetto simile a quelli usati per le bevande alla spina.
In alcuni paesi viene chiamato gelato americano o gelato italiano, probabilmente a causa delle macchine prodotte dall'azienda italiana Carpigiani.
Nel 2015, la Unilever (che possiede i marchi Algida e Grom) ha lanciato dei cornetti soft preparati nei bar in modo simile, per conquistarsi questa fetta di mercato.

## Nomi nel mondo

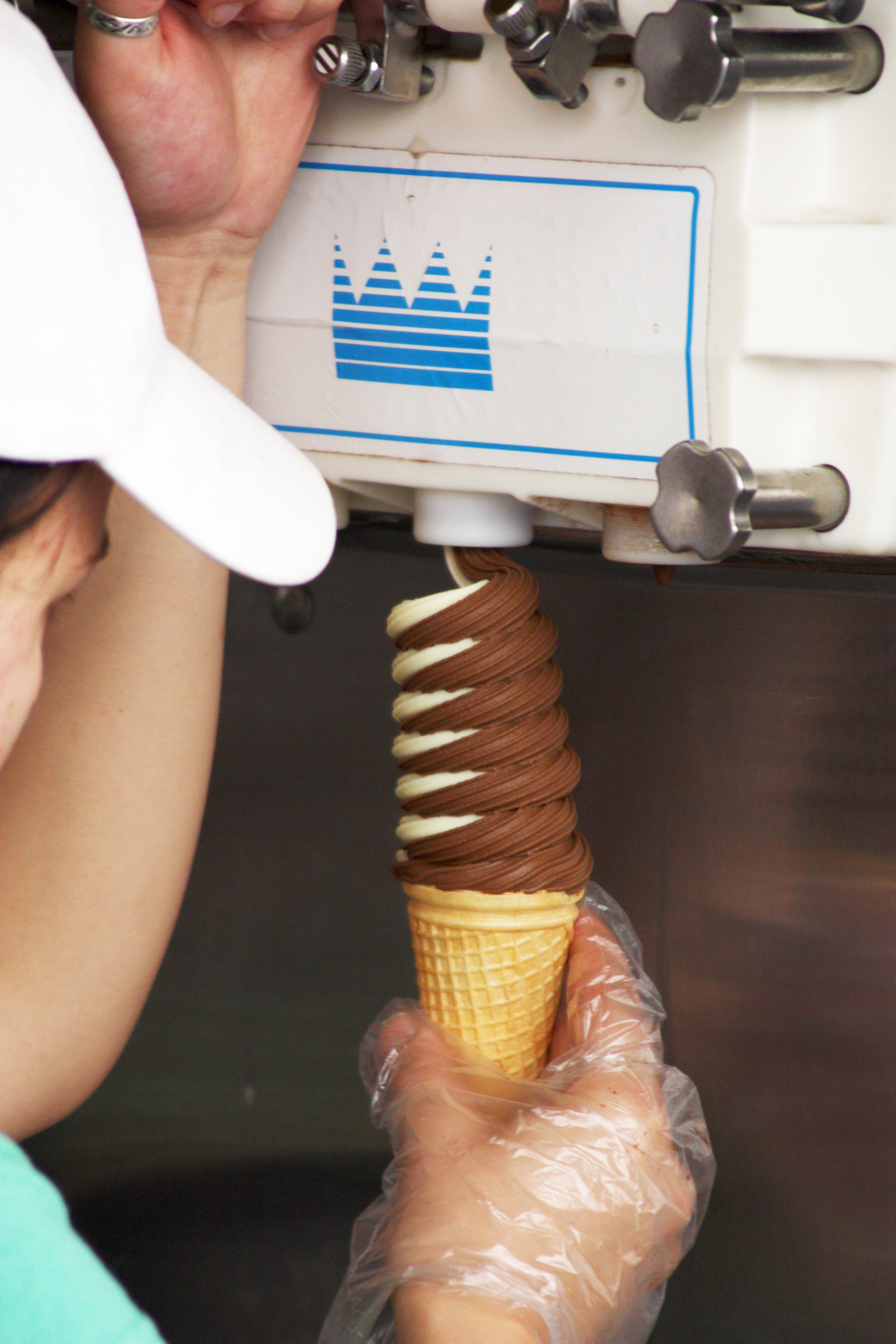
Gelato alla spina in preparazione

Questo gelato ha nomi diversi a seconda dei paesi:
- gelato italiano in Polonia (lody włoskie), Francia (glace à italienne[1]) e Brasile (sorvete italiano);
- gelato morbido in Germania (Softeis), Paesi Bassi (Softijs) ed in Cina (软冰淇淋; ruǎn bīngqílín); nei paesi anglofoni si usa il termine soft serve (lett. servizio morbido), ed in Giappone sofutokuriimu (ソフトクリーム), cioè crema morbida;
- gelato a macchina in Romania (Inghetata la dozator) ed in Repubblica Dominicana (Helado de Maquina);
- gelato americano in Israele (גלידה אמריקאית; glida america'it);
- semifreddo in Portogallo (semi-frio);
- gelato arricciato in Repubblica Ceca (točená zmrzlina).